# Takehiro Hira
Takehiro Hira (ur. 27 lipca 1974 w Tokio) – japoński aktor telewizyjny i filmowy.

## Życiorys
Jego rodzicami jest para japońskich aktorów Yoshiko Sakuma i Mikijirō Hira.

## Filmografia
- 2003 Jesień w Warszawie jako 	Nobuyuki Okamura
- 2010 Aibô: Gekijô-ban II jako Hideaki Maruyama
- 2010 SP: Yabō-hen jako Takikawa
- 2010 Sayonara Itsuka jako Kasai
- 2011 Harakiri: Śmierć samuraja jako Naotaka Ii
- 2011 SP: The motion picture kakumei hen jako Takikawa
- 2012 Lekcja zła jako Takeki Kume
- 2012 Ace Attorney jako Shin Mitsurugi
- 2012 Nobô no shiro jako Masaie Natsuka
- 2013 Tokusô saizensen 2013 - nanatô no keisatsuken jako Sakuma Kuretake
- 2013 Shundô jako Daihachiro Harada

## Seriale
- Dandan jako Yuichi
- Gou jako Kazunari Saji
- Tsukahara Bokuden jako Yamazaki Samon
- Mokuyo Gekijyo Higashino Keigo Misuterizu jako Yuji Sakurai
- Umechan sensei jako Shinkichi Sanada
- Kaitakushatachi jako Morimitsu Shoji
- Oh'oka Echizen jako Yoshimune Tokugawa